# Rosenlundsbron

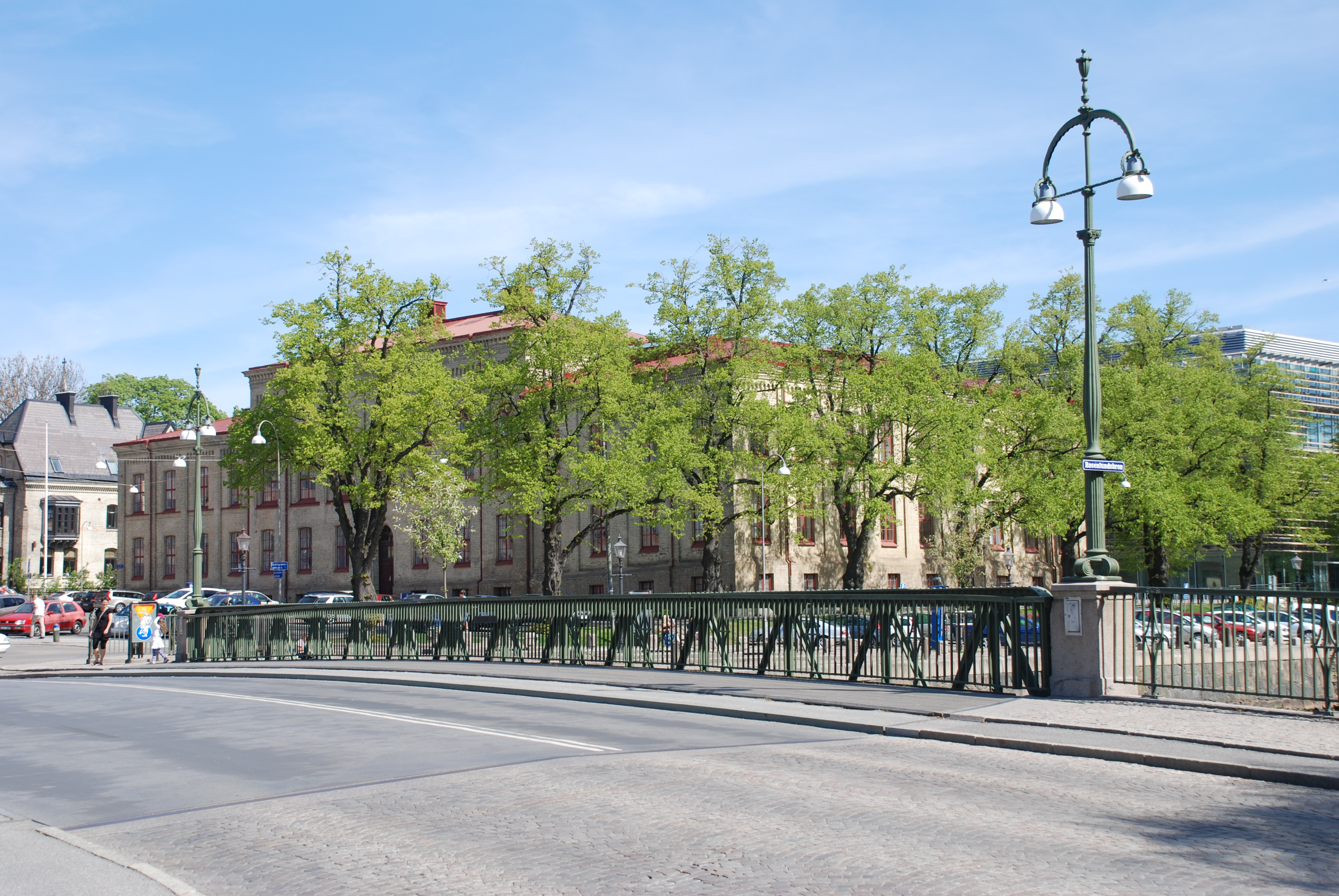
Rosenlundsbron sedd mot Hvitfeldtsplatsen.

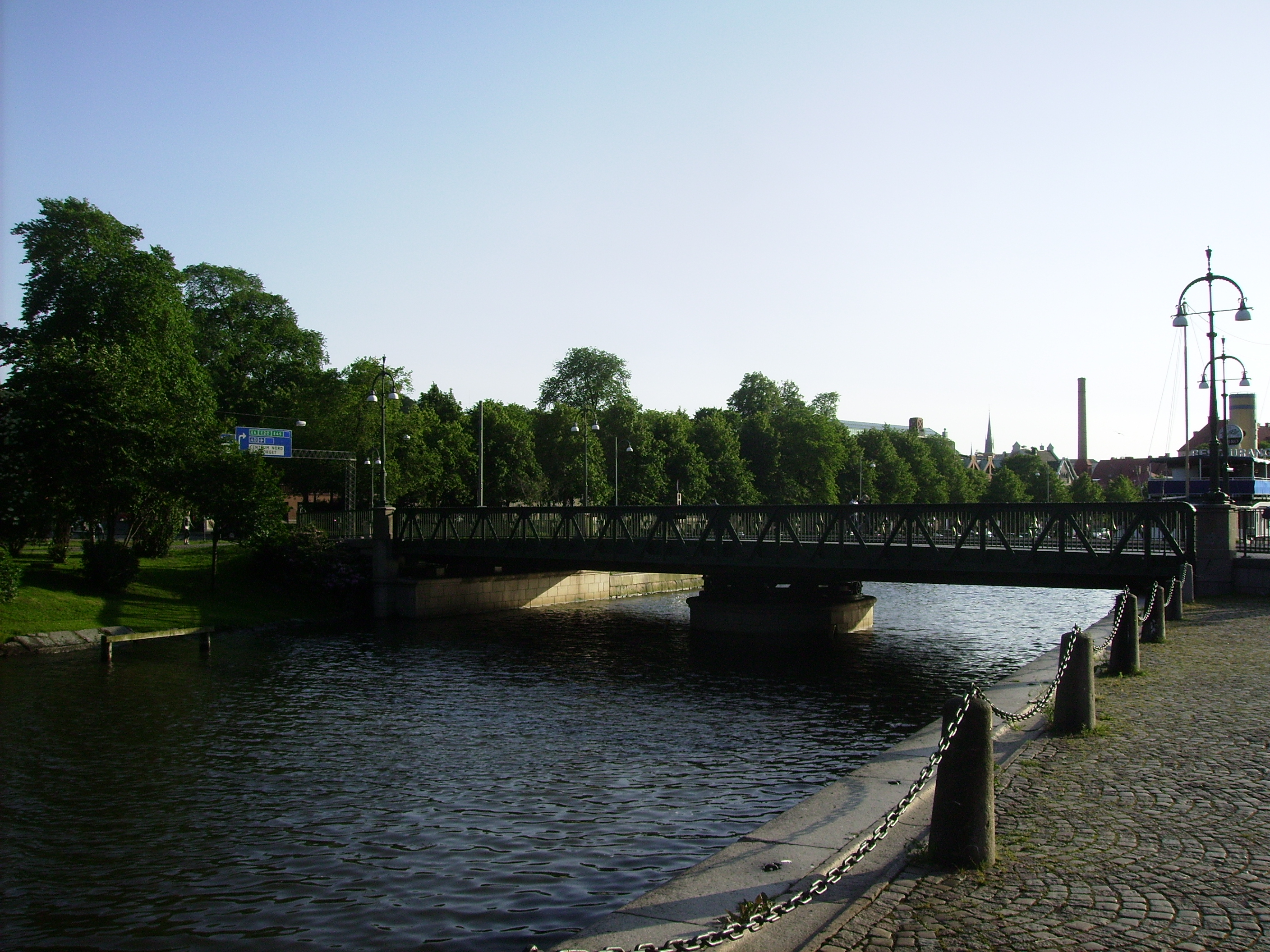
Bron sedd från norr.

Rosenlundsbron är en bro över Vallgraven i Göteborg, vilken förbinder Pusterviksplatsen med Rosenlundsplatsen, Hvitfeldtsplatsen och Sahlgrensgatan. Vid bron möts Rosenlundskanalen och Vallgraven. Bron är 30 meter lång och 15 meter bred.
Bron fick sitt namn 1883 då en ny svängbro byggdes över kanalen. En tidigare välvd stenbro med vindbrygga, benämnd Husarbron, mitt för Husargatan och över till Fisktorget, byggdes 1835 och revs i samband med att Vallgraven rätades ut 1864. Vid Husarbrons norra fäste fanns en tullstuga, Rosenlunds hytta, där tullvakten kontrollerade transporterna in till staden.
Bron byggdes 1921 om till en likarmad svängbro, 11,3 meter bred och med en segelfri höjd av 2,1 meter. Bron var svängbar fram till 1950-talet och öppnades med handkraft av fyra man.
Till en kostnad av cirka 15 miljoner kronor, stod den nuvarande bron klar på sommaren 1999, och byggdes så att det senare skulle gå att montera in ett vridmaskineri på mittstödet ute i vattnet. Den tidigare bron revs under hösten 1998, men delar av den renoverades och återanvändes till den nya bron, bland annat de nitade fackverksbalkarna, som användes som sidoräcken. Till det nya, förstärkta mittstödet användes natursten och järndetaljer. Även belysningsstolpar samt landfästen med murar och trappor, återanvändes. 
Bron har varit stängd sedan bygget av Västlänken började. 